# Hubbard (Ohio)
Hubbard – miasto w Stanach Zjednoczonych, we wschodniej części stanu Ohio, przy granicy z Pensylwanią. Liczba mieszkańców w 2000 roku wynosiła 8111.